# 强胜
强胜（1960年—），安徽芜湖人，享受国务院特殊津贴专家，南京农业大学教授。

## 生平
1982年毕业于安徽师范大学生物系，1988年于南京农业大学获硕士学位，同年留校工作。1998年于南京农业大学获博士学位。1999年晋升教授，现任南京农业大学杂草研究室主任，江苏省杂草防治工程技术中心主任。

## 学术贡献
主要从事杂草生物生态学及可持续管理、外来植物入侵生物学、转基因植物的研究工作。主持参与国家重点研发计划、国家转基因重大专项、国家863重大项目、国家基础研究专项等60余项。发表论文400余篇，获国内外发明专利20余件。主持的《植物学》课程入选国家精品在线开放课程、国家精品课程、国家精品资源共享课程，《植物与生活》入选国家精品视频公开课。

## 社会兼职
国际生物除草剂研究协作组主席，教育部大学生物学课程教学指导委员会委员，中国植物保护学会杂草学研究会副理事长，中国生态学会外来入侵专业委员会副主任，中国农业生物技术学会常务理事、生物安全委员会副主任。

## 著作
- 《植物学》（主编，国家十五重点规划教材）（2006年，高等教育出版社）
- 《杂草学》（主编，面向21世纪教材、国家十一五重点规划教材）（2009年，中国农业出版社）

## 奖励与荣誉
- 2005年，获江苏省高等教育教学成果特等奖（第一完成人）
- 2007年，获江苏省高等教育教学成果一等奖（第一完成人）
- 2008年，获“江苏省优秀科技工作者”称号
- 2008年，获江苏省科技进步三等奖（第一完成人）
- 2009年，获国家级教学成果二等奖（第一完成人）
- 2010年，获“全国优秀科技工作者”称号
- 2011年，获第六届高等学校教学名师奖[4]
- 2012年，获江苏省科技进步二等奖（第一完成人）
- 2014年，入选万人计划领军人才（教学名师）
- 2019年，获教育部科技进步二等奖（第一完成人）[5]